# جمعود قرميدي
جُمعود قرميدي أو جُمعود مُصَدّف (الاسم العلمي: Phymatodes testaceus)، نوع من جنس الجمعود وفصيلة خنافس طويلة القرون.
يترواح طوله من 6 إلى 16 ملم. وطول بيضها 1 مم، وعرضها 0.5 مم. ويترواح طول اليرقات من 10 إلى 18 ملم وعرضها 2.1 ملم. وطول الخادرة 9 مم، وبطنها بعرض 2.8 ملم.
يمتد توزيع هذه الخنفساء من ساحل المحيط الأطلسي الأوروبي إلى جبال الأورال الجنوبية، ومن جنوب السويد والنرويج إلى شمال أفريقيا وسوريا. كما تنتشر في جميع أنحاء اليابان وأمريكا الشمالية.